# Казанский поход (1549—1550)
Казанский поход 1549—1550 годов (второй зимний поход) — военные действия Русского царства против Казанского ханства в ходе Русско-казанской войны 1535—1552 годов.
Официальных известия летописцев о походе 1549–1550 годов  сохранилось в Лицевом летописном своде, Летописце начала царства, а также в Никоновской и Львовской летописях. Текстологический анализ этих сообщения позволяет заключить, что в перечисленных летописях отразились взгляды современников или даже очевидцев событий.

## Причины
Основная статья: Русско-казанские войны
Официальный рассказ о зимнем походе 1549–1550 годов предваряет изречение летописцев: «Царь и великий князь Иван Васильевич всея Русии не мог терпеть от клятвопреступников Казанцев за многие их творимые клятвы и неправды, – всегда обеты безбожнии твориша в государской царя великого князя воле пребывати, и ни мала времени пребыв в своей правде, но ложь творяще, якоже злии зверие хапающе многих христиан в плене безбожном своим клятвотворении, и многие церкви осквернив и в запустение учиниша – благочестивая же его держава о сих скорбяше и не мога сего от них терпеть, от безбожного их клятвопреступления, свет сотворяет с отцом своим с Макарием митрополитом и с братию своею, с князем Юрьем Васильевичем и с князем Владимиром Андреевичем, и с боляры, хотя идти на Казанского царя Утемиш-Гиреа, Сафа-Гиреева царева сына, и на злых клятвопреступников Казанцев».
Казанцы обвинялись во лжи, в злодеяниях против христиан и русской церкви. Им вменялось в вину клятвопреступление, на что официальные летописцы обратили особое внимание. Согласно Священному Писанию клятва заключалась между Богом и людьми, между царём и народом, люди клялись высшим, божественным. Клятва имела сакральное значение, а ее нарушение считалось тяжким грехом. В Ветхом Завете клятвопреступление стоит в одном ряду с такими грехами, как вероломство и мятеж. Сходным образом нарушение клятвы воспринималось и русскими летописцами. По убеждению самого Ивана Грозного, люди нарушившие клятву, достойны казней. Таким образом, рассмотренное известие в глазах средневекового обывателя обосновывало необходимость войны с Казанским ханством.
Анализируются известия о походе Ивана IV на Казань зимой 1549–1550 годов,  русские и восточные летописцы, объясняли войну, осмысляя события в свете идей религиозного противостояния.

## Командующие

### Русские воеводы
Для похода на Казанское ханство Государь велел воеводам собираться «в окрестных градах стольного града Владимира»:  Большой полк возглавили князь Дмитрий Фёдорович Бельский и князь Владимир Иванович Воротынский - собирались в Суздале. Часть Передового полка: князь Пётр Иванович Шуйский – в Шуе, а воевода В.Ф. Лопатин – в Муроме. Полк правой руки возглавил воевода Александр Борисович Горбатый-Шуйский и князь Василий Семёнович Серебряный – собирались в Костроме. Полк левой руки князь Михаил Иванович Воротынский и Борис Иванович Салтыков-Борозок – место сбора Ярославль. Сторожевой полк возглавил князь Юрий Михайлович Булгаков и князь Юрий Иванович Кашин-Оболенский – собирались в Юрьеве.

#### Казанские воеводы
У всех ворот крепости стояли военные отряды, возглавляемые именитыми людьми: Мамай-бик, Нургали-мирза, Козыджак-улан, Ак Мухаммедулан, Сейид Ата «из рода господа Пророка, сын покойного Сейида, Кул Мухаммед Сейид», Барболсун Аталык и «управитель делами областей султана, завоеватель ханской казны, из рода эмиров Бай-барс-бик…». Другая часть казанского войска, в том числе «общество хаджиев», под предводительством Нарихибика, Ай Килди-бика и Ак Матай-бика, обороняла крепость в тех местах, где проходила атака неприятеля.

## История похода по летописям
Основная статья: Казанские походы

### Русские летописи
Царь Иван Грозный прибыл во Владимир 24 ноября 1549 года. Получил от митрополита Макария благословление «на земское дело идти на клятвопреступников Казанцов». Митрополит обратился к воеводам и к войску со следующими словами: «Христовою любовью связуйтеся подвизатися Христова ради стада… и за святые церкви и за православное христианьство… противу врагов стати мужествено».
После подготовки и проверке войск, воеводам 20 декабря,  было велено идти к Нижнему Новгороду, где к царскому войску присоединились хан Шах-Али и царевич Едигер. Иван Грозный подошел к Казани 12 февраля 1550 года и осадил город. Царский Стремянной полк разместился у озера Кабан. Большой и Передовой полки хана Шах-Али – у крепости со стороны Арского поля. Полки правой и левой руки, Сторожевой полк и татары Едигера дислоцировались со стороны реки Казанки. Большой «наряд» (артиллерия) встал около устья реки Булак, а другой «наряд» – у Поганого озера.
Во время осады началась оттепель, сильные ветры и дожди, из-за сырости которых пушки и пищали не стреляли (отсырел порох), штурмовать город было невозможно. Простояв 11 дней у Казани, царь приказал возвращаться. На обратном пути, близ устья реки Свияга, Бог, по мысли летописцев, вложил в царское сердце «свет благоразумия о благодати Божией», и чтобы истребить в том месте «басурманскую» веру и утвердить православие, Господь привёл царя к идее воздвигнуть около Казани русский город-крепость, которая была названа Свияжск.

#### Русский Хронограф
Согласно Русского Хронографа, царь Иван Грозный после обедни в соборной церкви Богородице-Рождественского монастыря во Владимире, в присутствии митрополита Макария, воевод, князей, детей боярских московской и новгородской земель произнёс напутственное слово перед походом на Казань. Он говорил о том, что после смерти великого князя Василия III от басурманских рук пролилось много христианской крови «и многих людей изо многих городов и з женами и з детьми в полон поймали и ныне те все крестьянской род обусорманен». В конце речи Государь призвал забыть местнические споры и рознь ради «царского дела».
В ответ собравшиеся заявили: «И мы, государь, единомышлено все за един хотим за святые церкви и за тебя, государя, и за все православное крестьянство головы свои положить! Поиде, государь, з Божиею помощью на свое царское дело, а мы, государь, твое царское наказание сугуб восприемлем, как ты, государь, повелишь, так и делаем»
Автор Хронографа, подобно официальным летописцам, описал продвижение войска к Казани, хотя в остальном его сообщение имеет существенные отличия. Царские войска осаждали город  две недели (а не простояли у его стен 11 дней). За это время воеводы «повоевали» Луговую и Горную стороны, Арские земли, захватив множество пленных. Им также удалось «побить» многих горожан из пушек, однако Казань не была взята.
В конце известия перечислены имена только князей, погибших под стенами Казани: (указаны в Википедии в статье Казанские походы//Погибшие во втором походе).

##### Разрядные книги
Разрядные книги сообщают важные подробности второго зимнего похода, согласно которым царь, посоветовавшись с боярами  решил идти на Казань, так как казанцы избрали ханом двух месячного Утямыш-Гирея. Кроме московских и новгородских боярских детей, в походе участвовали псковские, луцкие, торопецкие и ржевские служилые люди, а также перешедшие на русскую службу казанцы под предводительством князей Табая и Кострова. Митрополит Макарий благословил всех ратных людей воевать за христианство, призывая отложить рознь и местнические споры.

###### Казанские летописи
Менее детализированное сообщение о противостоянии сохранилось в «Казанской истории», созданной, предположительно, в 1560-е года русским книжником (Иоанн Глазатый), который до 1552 года находившимся в казанском плену. По представлению автора, первый удачный поход на Казанское ханство был организован Иваном Грозным в 1546 году после бегства Шах-Али с ханского престола, когда русским воеводам Семёну Ивановичу Микулинскому и Василию Семёновичу Серебряному- Оболенскому удалось «повоевать» черемисские земли и захватить множество пленных. После этого успеха московские войска ежегодно в течение семи лет ходили в походы – до тех пор, пока не взяли Казань.
В 27-й главе автор описал зимний поход 1549–1550 годов. Он подчеркнул, что это был первый поход царя к Казани. Иван Грозный решился на него, узнав о междоусобице, возникшей в ханстве после смерти Сафа-Гирея (ум. 1549). Ради защиты христианства царь со многими тысячами воинов осадил Казань и три месяца штурмовал город, но, по Божьей воле, то ли из-за колдовства казанцев, погода была крайне не благоприятной: сначала стояла сильная стужа, от которой погибло множество людей и коней, а затем началась ранняя дождливая весна, в результате чего всё залило водой. Как заключил автор, Бог не дал город в руки Ивана IV, потому что в Казани не было хана, а покорение обезглавленного царства не принесло бы чести. Тем не менее, поход не был напрасен: воеводы, мстя за жестокую смерть своих людей, разорили казанские земли, захватили много пленных, а на обратном пути к царю пришла благая мысль построить близ Казани русский город.
Г.З. Кунцевич заметил, что рассказ казанского летописца несколько запутан: поход С.И. Микулинского и В.С. Оболенского был в 1545 году, а не после смерти Сафа-Гирея, то есть автор ошибся на год с небольшим. О походах 1547 и 1548 годов летописец и вовсе не упомянул, хотя обстоятельно описал кампанию 1549–1550 годов.
Помимо явных фактологических совпадений с данными других источников, в тексте «Казанской истории» можно наблюдать и уникальные сообщения. Автор подметил, что Иван Грозный выбрал наиболее благоприятный момент для своего похода, воспользовавшись безвластием и междоусобицей. По его мнению, осада города была более продолжительной, а боевые действия – более кровопролитными, чем это представлено в рассмотренных выше источниках.

###### Летопись Х. Шерифи
Об осаде Казани 1550 года оставил уникальные сведения  очевидец событий – астраханский мыслитель Х. Шерифи, составивший свой рассказ «Зафер наме-и Вилайет-и Казан». Известие  начинается с небольшого экскурса в географию и историю. Согласно летописи ханство располагается далеко на севере от исламских государств и граничит с землями «неверных», а потому казанцам «неоткуда ждать помощи и поддержки, кроме покровительства Господа миров и помощи ангелов». Для обеспечения благополучия и мира правители Казани прикидывались друзьями русских, поддерживали дипломатические отношения. Это продолжалось до тех пор, пока Сафа-Гирей вторично не взошел на ханский престол (1535 год) и не начал убивать «неверных» и захватывать «бесчисленных пленных и несметные богатства» .
Долгое время казанский хан успешно воевал против «многобожников», но все изменилось после его смерти. Как пишет автор «Предводитель окаянного войска, безбожник Иван, со своим видом фараона и Немрута, желая сам встать во главе, собрал солидное, многочисленное войско и мерзких воинов, приблизительно с 800-тысячным (?) войском с пушками и ружьями… придя, окружив великий город Казань, организовали осаду».
Упомянув казанских военачальников, автор приступил в описанию осады города. Днём, и ночью Казань обстреливалась из 11 пушек, которые были заряжены двухпудовыми (32 кг ?) ядрами, начиненными нефтью, серой и дробью. У нападавших имелись и катапульты, метавшие огромные глыбы камней внутрь крепости. Повествуя о панике горожан при артобстреле, Х. Шерифи обратился к цитированию Корана: «И увидишь ты людей пьяными, но они не пьяны. Но наказание Аллаха – сильно. И тот день будет занят своим страданием».
Ожесточенные бои без перерыва продолжались в течение 16 ночей: «это было такое сражение – будто судный день, мир заполнился звуками кинжалов, в городе Казани кровь текла рекой». Казанцы, истребляя «нечестивцев», одолели врага и разгромленное русское войско  повернуло обратно.
По приведённому сообщению, Сафа-Гирей, взойдя второй раз на престол, объявил газават, направленный против Русского государства. Для обоснования правомерности принятого решения русские назывались «неверными».
Описывая осаду, Х. Шерифи обратился к  сюжетам Корана, не просто сопоставив произошедшее с картиной Судного дня, но узрев в этом черты грядущего Конца Света. Таким образом, он пытался донести до сведения идею о том, что он был свидетелем одного из крупнейших столкновений мусульман с «неверными».
Такое представление не согласуется с официальной позицией русского летописания, где не упомянуто о боевых действиях и причиной неудачи выставляются неблагоприятные погодные условия, которые скрыл Х. Шерифи.

## Оценка похода
О значимости похода 1549–1550 годов первым писал князь Андрей Михайлович Курбский. Согласно его мнения, христианское войско выступило против «измаильтянского народа», некогда опустошившего вселенную. В лютую зиму Иван Грозный, собрав храбрых воинов, выдвинулся на «гордого» казанского хана, но вражеский город взять не удалось, и царь «со тщетою немалою отойде». А.М. Курбский противопоставил христианам измаильтян, которых Священное Писание характеризует, как кочевые языческие племена, существующие за счёт торговли, разбоя и хищнических набегов. Так А.М. Курбский привнес в свое повествование о московско-казанском противостоянии идею религиозной войны. Он считал, что поход 1549–1550 годов повлёк за собой большие потери, но вместе с тем, был важной вехой на пути завоевания Казанского ханства.
А.А. Зимин писал, что первоначальную оценку событиям дают современники: «их мнения оказывают большое влияние на позднейшую историографию, проникая в нее вместе с фактами, из которых историки возводят свои, порой весьма причудливые, построения». Эти построения формируются, главным образом, за счёт наиболее распространенных сведений современников. Большинство исследователей, анализируя события зимнего похода на Казань, черпали не только факты, но и оценки из официального летописания. Однако нельзя не согласиться с тем, что «историческое прошлое есть совокупность его восприятий в сознании действовавших в этом прошлом людей», поэтому научное осмысление должно охватить,  как можно более широкий спектр представлений современников.
Сопоставление известий русских летописей и Х. Шерифи заставляет с осторожностью относиться к фактической стороне источников. В целом история изложенная Х. Шерифи согласуются со взглядами автора составителя Хронографа, автора «Казанской истории» и князя А.М. Курбского. Все текстуально независимые друг от друга источники говорят о масштабных сражениях, приведших к серьезным потерям с обеих сторон. При этом практически все авторы вкладывали в события 1549–1550 годов религиозное значение, осознавая их как войну с «басурманами» или как газават против «неверных».